# Sårmynta
Sårmynta (Sideritis montana) är en kransblommig växtart som beskrevs av Carl von Linné. Enligt Catalogue of Life ingår Sårmynta i släktet sårmyntor och familjen kransblommiga, men enligt Dyntaxa är tillhörigheten istället släktet sårmyntor och familjen kransblommiga. Arten förekommer tillfälligt i Sverige, men reproducerar sig inte. Inga underarter finns listade i Catalogue of Life.

## Bildgalleri

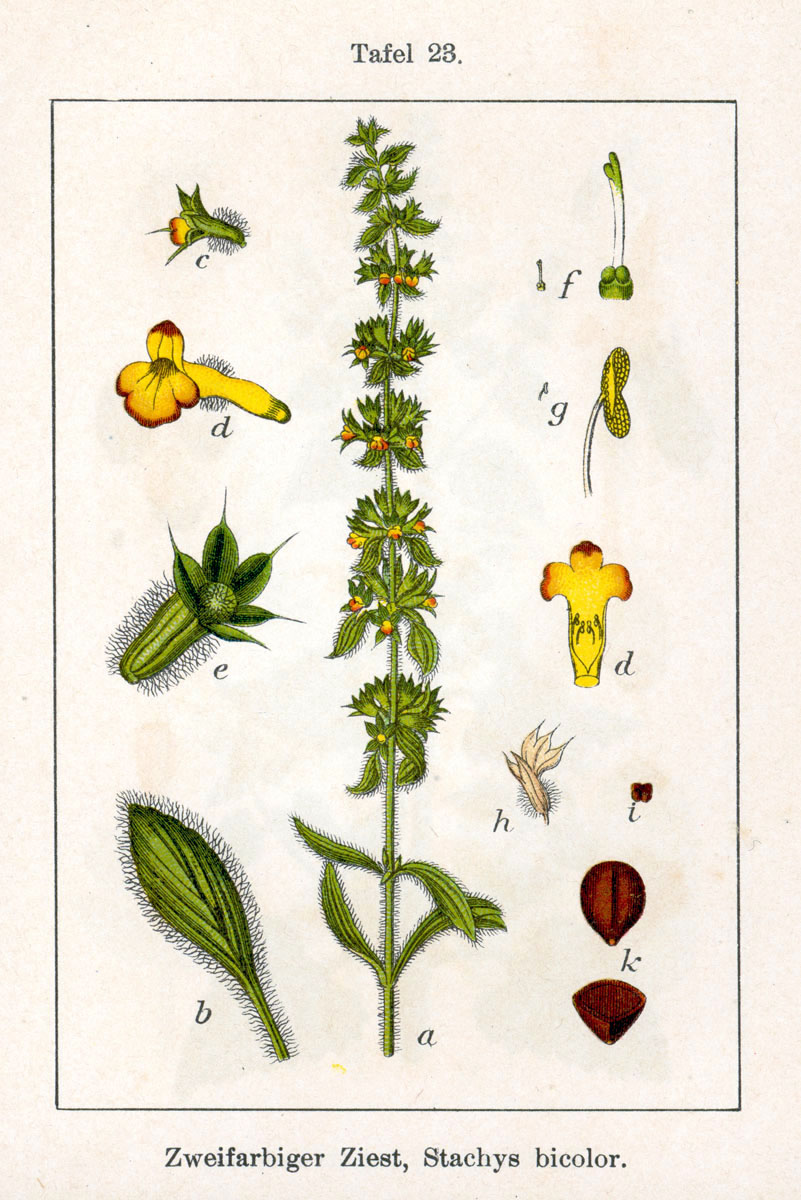
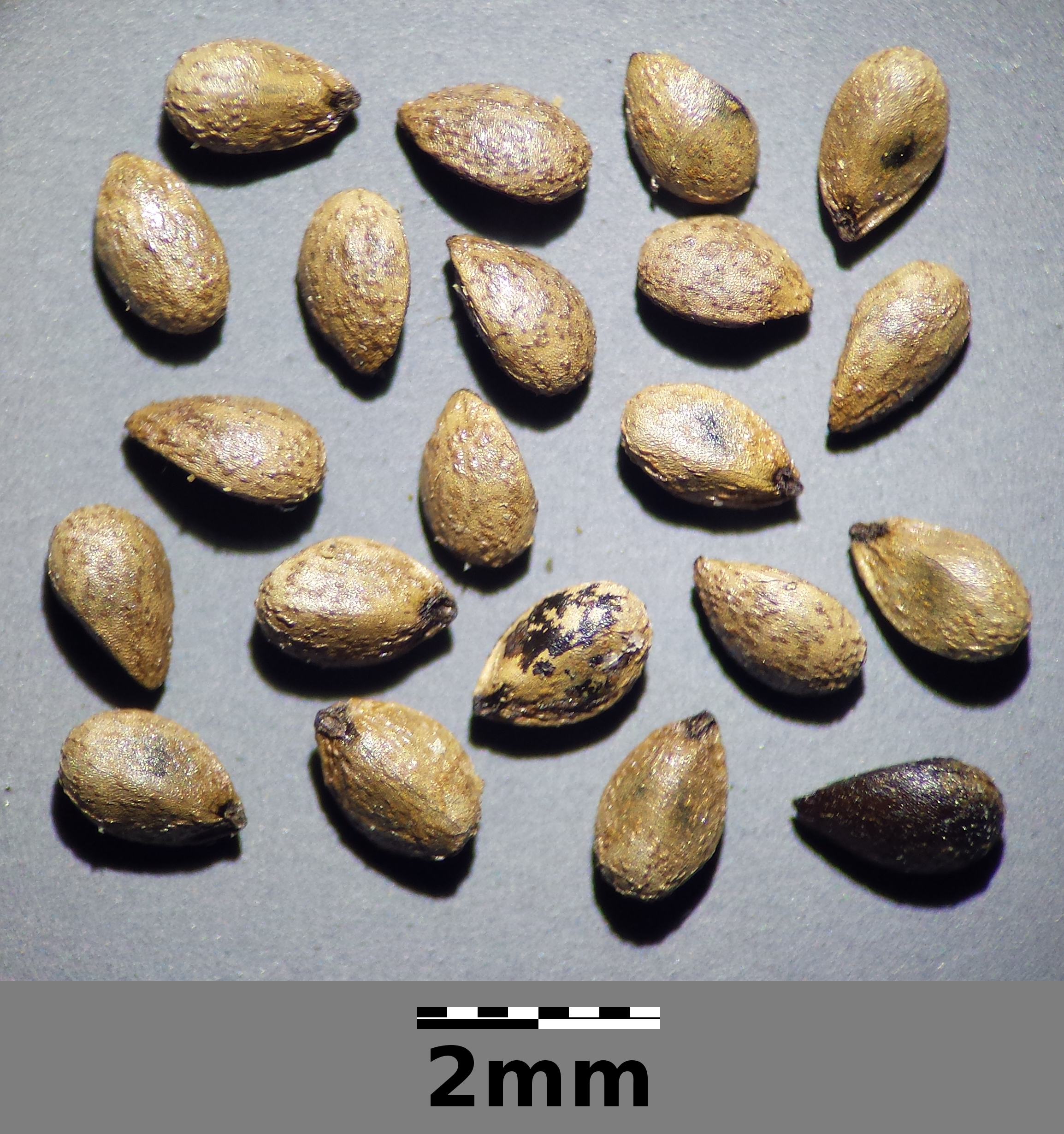
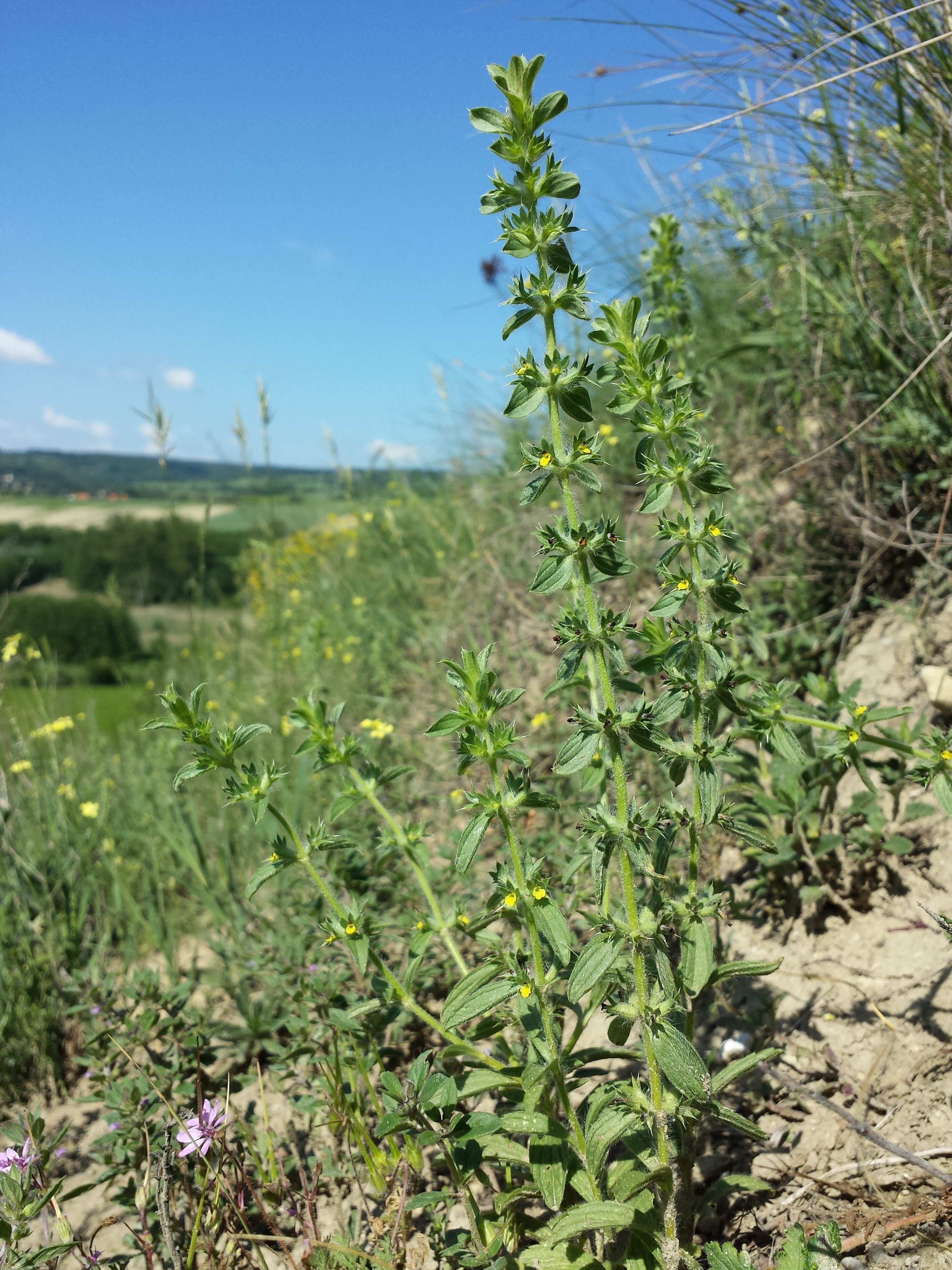
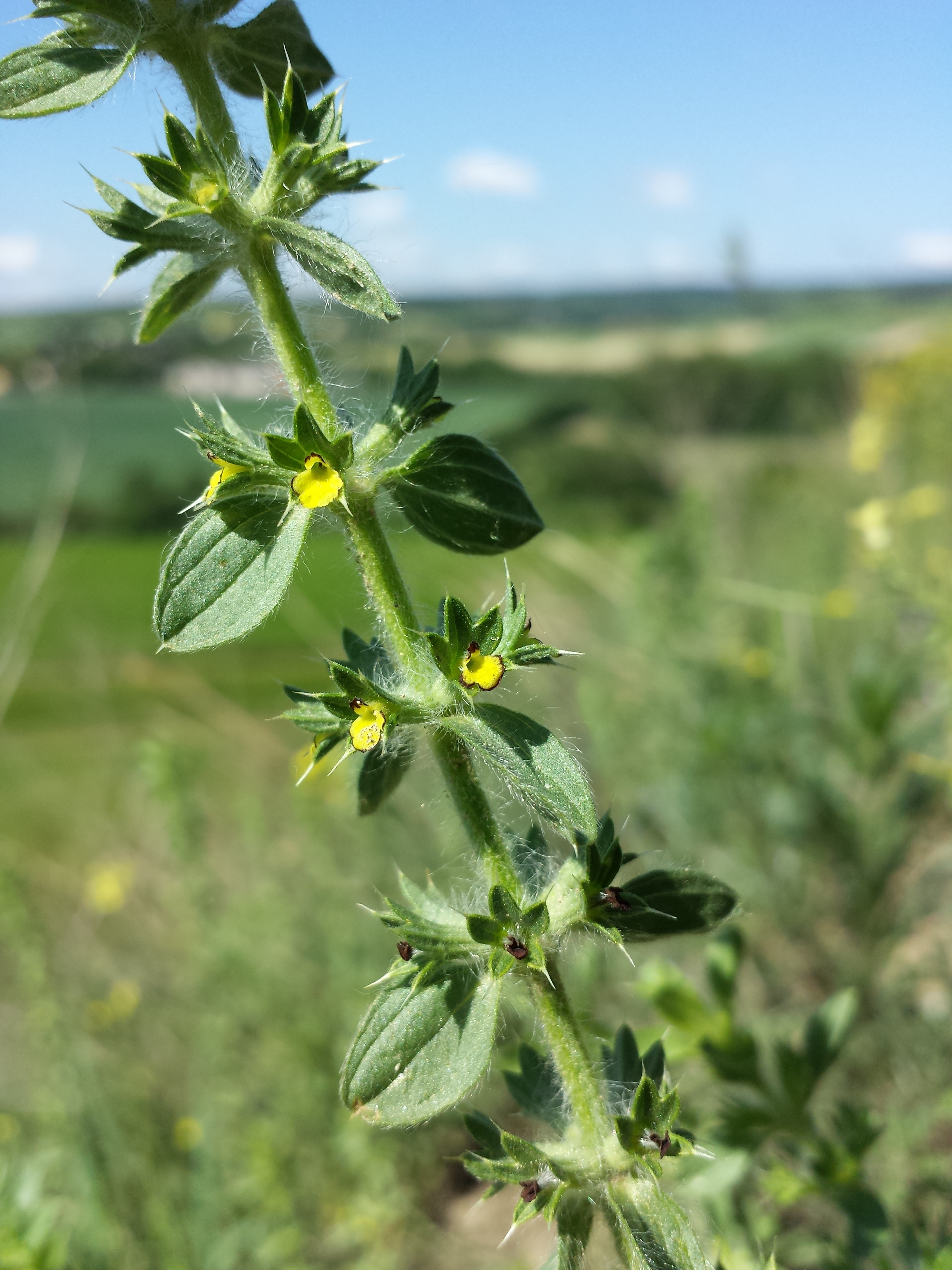
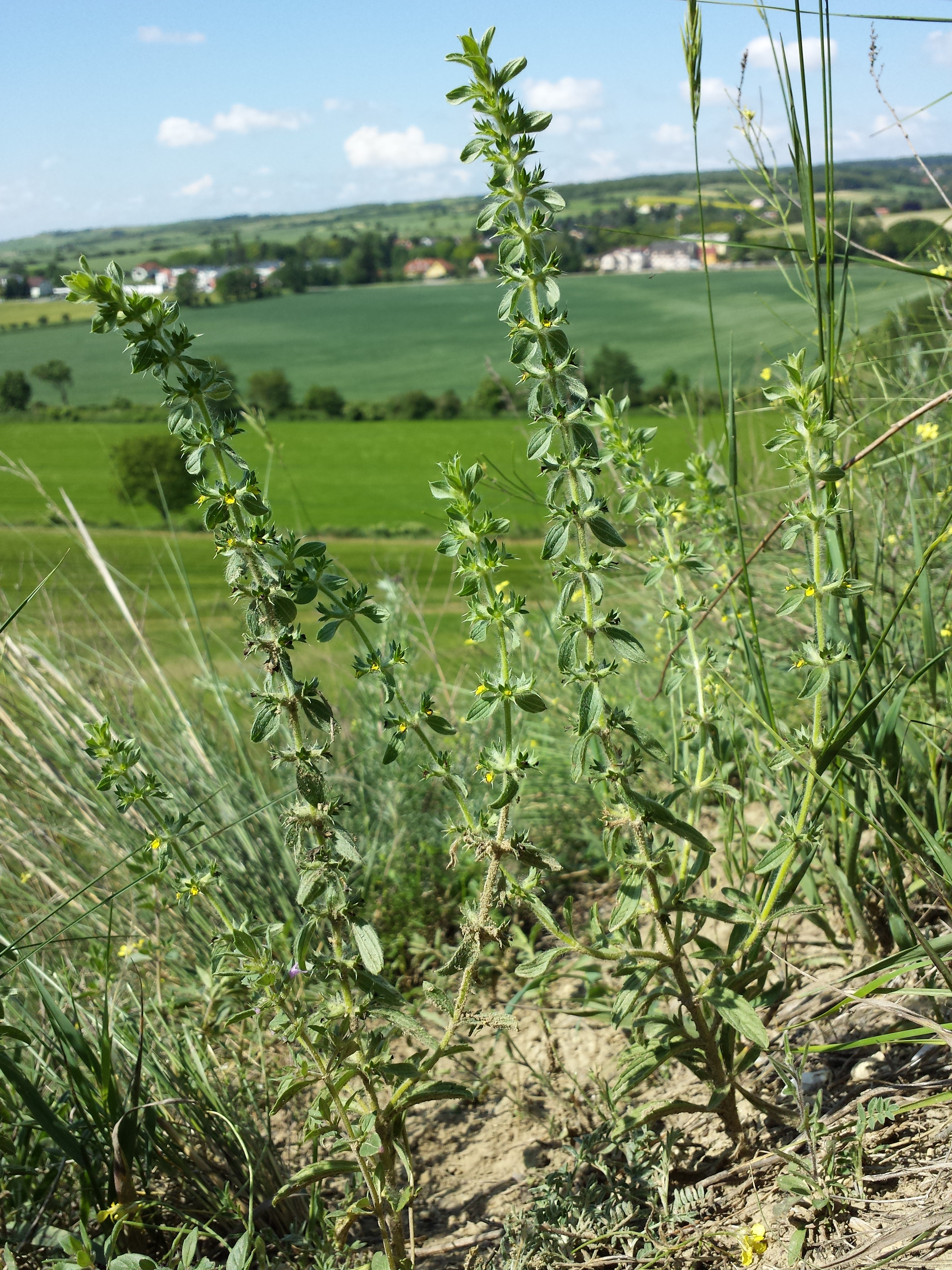
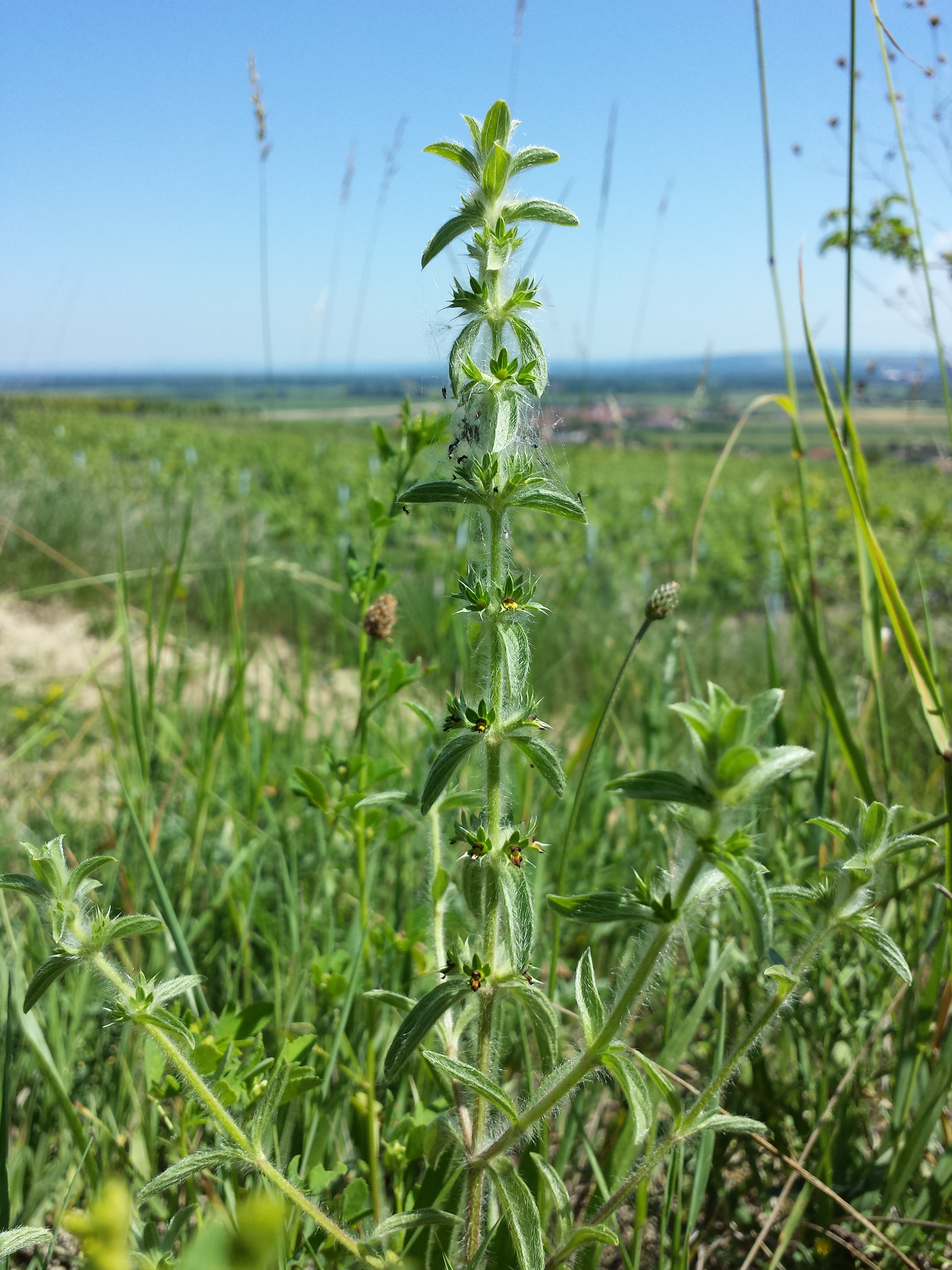